# Lægning af Søkabel over Havnen
|  | Denne artikel er oprettet af botten Steenthbot ud fra en ekstern database. Den kan derfor have sproglige fejl eller mangler. Denne skabelon kan fjernes efter kontrol af indholdet. |

Lægning af Søkabel over Havnen er en dansk dokumentarfilm fra 1940.

## Handling
Lægning af 30 kv. kabel H.C. Ørstedsværket - Vestre Værk - Amager 30 kv. Transformatorstation i juni 1940. Først trækkes der kabler i blokledninger på Kalvebod Brygge, derefter laves kabelføringen over Havnen. Der pumpes sand op fra kabelrenden, kabeltromlerne anbringes i udlæggerprammen og bugseres til arbejdsstedet ved Kalvebod Brygge. En dykker gør sig klar. Den første kabelende trækkes gennem bolværket. Kablerne føres i land på Islands Brygge. Kabelrenden fyldes med sand. Kabelafslutningen på H.C. Ørstedsværket.